# موری تسونه‌میتسو
موری تسونه‌میتسو (به ژاپنی: 毛利 経光 Mōri Tsunemitsu); نامشخص – نامشخص) یک سامورایی در دوره کاماکورا و یک گوکه‌نین از شوگون‌سالاری کاماکورا بود. او چهارمین پسر موری سوئه‌میتسو، بنیان‌گذار خاندان موری بود.